# Ligny (Sombreffe)
Ligny (wym. liˈɲi, wa. Lignè) – dzielnica (section) gminy Sombreffe w Belgii, w Regionie Walońskim, w prowincji Namur, w okręgu Namur. 1 stycznia 2020 roku liczyła 2635 mieszkańców. Do 31 grudnia 1976 r. samodzielna gmina. 
16 czerwca 1815 r. podczas bitwy pod Ligny, Napoleon Bonaparte pokonał Gebharda von Blüchera na dwa dni przed bitwą pod Waterloo, podczas gdy książę Wellington Arthur Wellesley i marszałek Michel Ney zaangażowani byli pod Quatre Bras.

## Demografia
Liczba mieszkańców, stan na 1 stycznia:
| Rok                | 1930 | 1947 | 1961 | 2020 |
| ------------------ | ---- | ---- | ---- | ---- |
| Liczba mieszkańców | 2030 | 1988 | 1930 | 2635 |